# Catalogue Herbig-Bell
Le Catalogue Herbig-Bell (acronyme : HBC, pour l'anglais Herbig-Bell Catalog) est un catalogue d'étoiles établi par les astronomes américains George H. Herbig et K. Robbin Bell et paru en juin 1988.
Il répertorie 742 étoiles de la pré-séquence principale.
Chacune d'elles est identifiée par un numéro d'ordre (nos 1-742), les 323 premières (nos 1-323) conservant celui les identifiant dans le Catalogue Herbig-Rao (HRC) de 1972.